# Polityka zagraniczna Indii

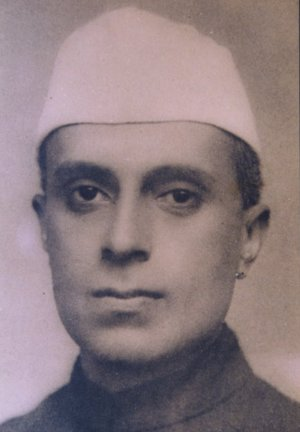
Jawaharlal Nehru stwierdził, że „Indie są jednym z niewielu krajów, które mają potencjał, by stać same na własnych nogach”

Polityka zagraniczna Indii – strategiczna działalność władz Republiki Indii z innymi państwami na arenie międzynarodowej nie tylko w skalie regionalnej, ale także globalnej oraz współpraca z organizacjami międzynarodowymi na rzecz wsparcia narodowych interesów i ochrony praw swoich obywateli.
Indie — centrum Azji, most między Wschodem i Zachodem, Północą i Południem, łącznik między Południowo-Wschodnią i Południowo-Zachodnią, a także między Centralną i Południową Azją. Po 1950, w pierwszych latach niepodległości Indii ukształtowało się tradycyjne założenie polityki zagranicznej. W czasach zimnowojennych Indie, starając się uniknąć zaangażowania w konfrontację zaznaczały samodzielność polityki zagranicznej. W rzeczywistości przez cały okres Zimnej wojny oznaczało to dość bliskie relacje z ZSRR i częstą krytykę Zachodu.

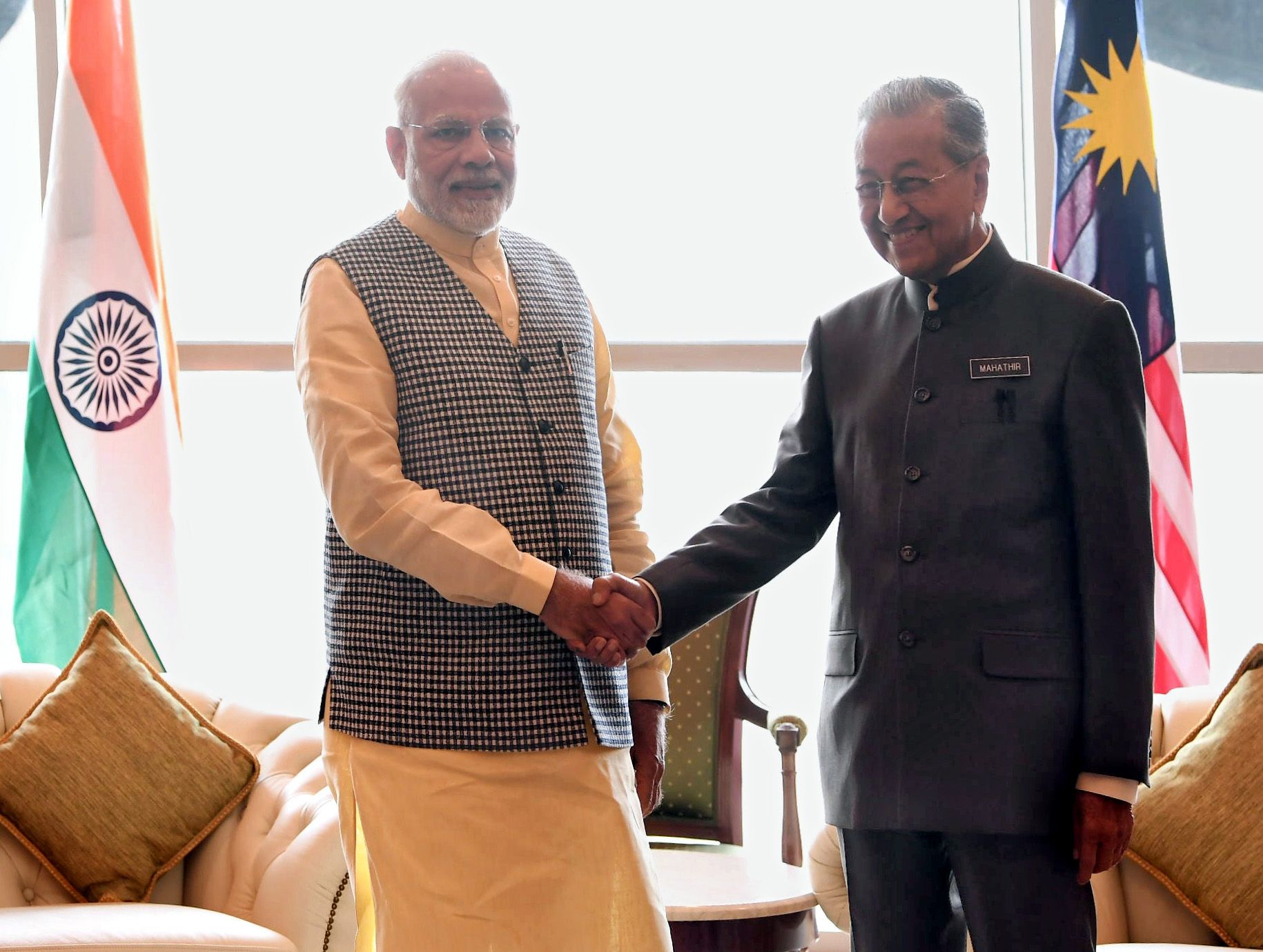
Premierzy Indii Narendra Modi i Premierzy Malezji Mahathir bin Mohamad (31 maja 2018)

## Indie — wschodzące mocarstwo
Wśród rozwijających się państw, Indie posiadają jedno z najwyższych temp rozwoju: wzrost nominalnego PKB, kapitału ludzkiego i pozioma rozwoju instytucjonalnego.
Terytorium, potencjał ludnościowy, położenie geostrategiczne, posiadanie broni jądrowej, pozwalają określić Indie jako wschodzące mocarstwo.
Hamulce wzrostu potęgi: problem przeludnienia; niedokończone reformy gospodarcze, administracyjne i instytucjonalne podtrzymujące biurokrację i korupcję; rozwarstwienie społeczne; słaba pozycja w organizacjach międzynarodowych (ONZ, WHO)

## Koncepcja pokojowego współistnienia
Podstawą polityki zagranicznej Indii jest zasada nieprzyłączenia. U podstaw leży również koncepcja pokojowego współistnienia, która jest znana jako „Pańcza Szila (Pancha Shila) - 5 zasad pokojowego współistnienia z 1954 r.: 
1. wzajemne poszanowanie integralności terytorialnej i suwerenności
2. wzajemna nieagresja
3. wzajemna nieinterwencja w sprawy wewnętrzne
4. równość i obopólne korzyści
5. pokojowe współistnienie[3]

## Główne obszary zewnętrznej polityki Indii

### Zewnętrzna polityka Indii jest prowadzona w czterech głównych obszarach
- Relacje z najbliższymi sąsiadami – przygranicznymi państwami
- Relacje z krajami Azji i Afryki, związanymi z Indiami wspólnością historycznego rozwoju i podobieństwem problemów, zjednoczyły ich w Ruch Państw Niezaangażowanych
- Relacje z wielkimi mocarstwami
- Udział w organizacjach międzynarodowych

### Stosunki z Pakistanem i Chinami
Pakistan i Chiny od zawsze odgrywały najważniejszą rolę w stosunkach dwustronnych z Indiami ze względów strategicznych. Stosunki z Pakistanem nastręczały wiele problemów od samego początku uzyskania niepodległości przez oba państwa, a kością niezgody pozostaje spór o Kaszmir. W przeszłości konfrontacja obu państw trzykrotnie doprowadzała do otwartego konfliktu zbrojnego. W grudniu 2001 roku, po ataku terrorystycznym na parlament Indii pojawiły się groźby użycia broni nuklearnej. Kiedy premier Atal Bihari Vajpayee wyciągnął „rękę przyjaźni” do Pakistanu w 2003 roku, stan stosunków indyjsko-pakistańskich uległ jednak wyraźnej poprawie, jednak zostały one zachwiane przez zamachy terrorystyczne w Mumbai w listopadzie 2008 roku. W tym samym czasie stosunki z Chinami przybrały bardziej pragmatyczny charakter, kładący nacisk na całkowite wykorzystanie możliwości płynących z współpracy handlowej; w stosunkach dwustronnych stopniowo rozwiązywane są liczne problemy, takie jak Sikkim i Tybet, a w kwestii granicznej nie udało się jak dotąd dojść do całkowitego porozumienia.

### Stosunki ze Stanami Zjednoczonymi
Ostatnie lata przyniosły diametralną transformację nastawienie do USA, które w czasie Zimnej Wojny były zazwyczaj zacietrzewione. W maju 1998 roku zniesione zostały sankcje nałożone po testach Indii i Pakistanu z bronią jądrową. Po 7 latach (lipiec 2005), zawarto przełomowe porozumienie w sprawie współpracy w energetyce jądrowej, sfinalizowane po długich negocjacjach w październiku 2008 roku. Tak jak w Stanach Zjednoczonych tak jak i w Indiach panuje przekonanie, że istnieją nad wyraz mocne podstawy do budowy długoterminowej współpracy strategicznej, co niejednokrotnie zaznaczali dwaj prezydenci USA: George W. Bush i Barack Obama. Jednoznaczne wsparcie Waszyngtonu daje New Delhi możliwość ubiegania się o stałe miejsce w zreformowanej Radzie Bezpieczeństwa ONZ.

### Relacje z najbliższymi sąsiadami
Indie pozostają w przyjaznych stosunkach z innymi sąsiadami: Bangladeszem, Mjanmą, Nepalem i Sri Lanką. Zgodnie z założeniami Południowoazjatyckiego Stowarzyszenia Współpracy Regionalnej (SAARC) są też zwolennikami integracji regionalnej. Stosunkowo nową inicjatywą w polityce zagranicznej Indii jest nawiązywanie bliższych więzi z Azją Wschodnią i Azją Południowo-Wschodnią, obszarem będącym naturalnym partnerem handlowym Indii, a przy tym charakteryzujący się rosnącymi wpływami chińskimi.

## Członkostwo w międzynarodowych organizacjach
- ONZ
- Ruch państw niezaangażowanych
- UNICEF
- WHO
- Międzynarodowa Organizacja Łączności Kosmicznej „INTERSPUTNIK”
- Światowy Program Żywnościowy
- Międzynarodowa Organizacja Pracy
- Południowoazjatyckie Stowarzyszenie Współpracy Regionalnej
- Międzynarodowe Stowarzyszenie Rozwoju

Indie są aktywnym członkiem w ramach grupy G-20. Domagają się statusu stałego członka Rady Bezpieczeństwa ONZ. Połączyły swoje zabiegi o poszerzenie RB ONZ z tzw. „Grupą czterech” (G4).
Indie mają świadomość, że stałe miejsce w RB ONZ będzie jedynie jako symbol wzrastającego wpływu państwa w świecie i nadawać mu określony prestiż, ale będzie również stanowić legitymację statusu Indii jako mocarstwa nuklearnego

## Cele polityki bezpieczeństwa i obrony Indii
W oficjalnych raportach Ministerstwa Obrony Indii zasadniczymi celami polityki bezpieczeństwa i obrony są:
- Obronę granic, określonych przez prawo i konstytucję
- Ochronę życia i własności obywateli przed terroryzmem i powstaniami
- Utrzymanie minimalnego odstraszania atomowego
- Zabezpieczenie przed skutkami ograniczeń importowych
- Promowanie współpracy z sąsiadami
- Współpraca z Ruchem Państw Niezaangażowanych i ASEAN
- Dialog na temat współpracy i bezpieczeństwa z wielkimi potęgami
- Utrzymywanie spójnej i moralnej polityki w kwestii rozbrojenia i bezpieczeństwa międzynarodowego, opartej na interesie narodowym, uniwersalizmie, niedyskryminacji oraz równym bezpieczeństwie dla wszystkich[6].

## Główne wyzwania zagranicznej polityki bezpieczeństwa Indii
- zagrożenie ze strony Pakistanu
- rywalizację z ChRL
- zagrożenie terroryzmem i fundamentalizmem islamskim[7]

Jednym ze sposobów stawienia czoła zagrożeniu ze strony Pakistanu i Chin jest polityka militarna Indii, polegająca na umocnieniu sił lądowych, morskich i powietrznych. Indie są państwem, kupującym największą ilość broni. Danę dotyczące handlu bronią wskazują, że najważniejszym partnerem pozostaje Rosja.

## Prognozy
W ciągu najbliższych 15-20 lat indyjscy liderzy będą dążyć do międzynarodowego systemu wielobiegunowego, w którym New Delhi stało się by jednym z biegunów, a także politycznym i kulturalnym mostem między szybko rosnącymi Chinami i Stanami Zjednoczonymi.
Pewniejsze zachowanie Indii na arenie międzynarodowej, zasilane głównie wzrostem gospodarczym i pomyślnym rozwojem demokratycznym, wspiera kraj do partnerstwa z wieloma państwami. Jednak to partnerstwo jest skierowane na umocnienie samodzielności Indii, a nie na sojusz z jakimkolwiek krajem lub koalicjami państw.